# Tronc

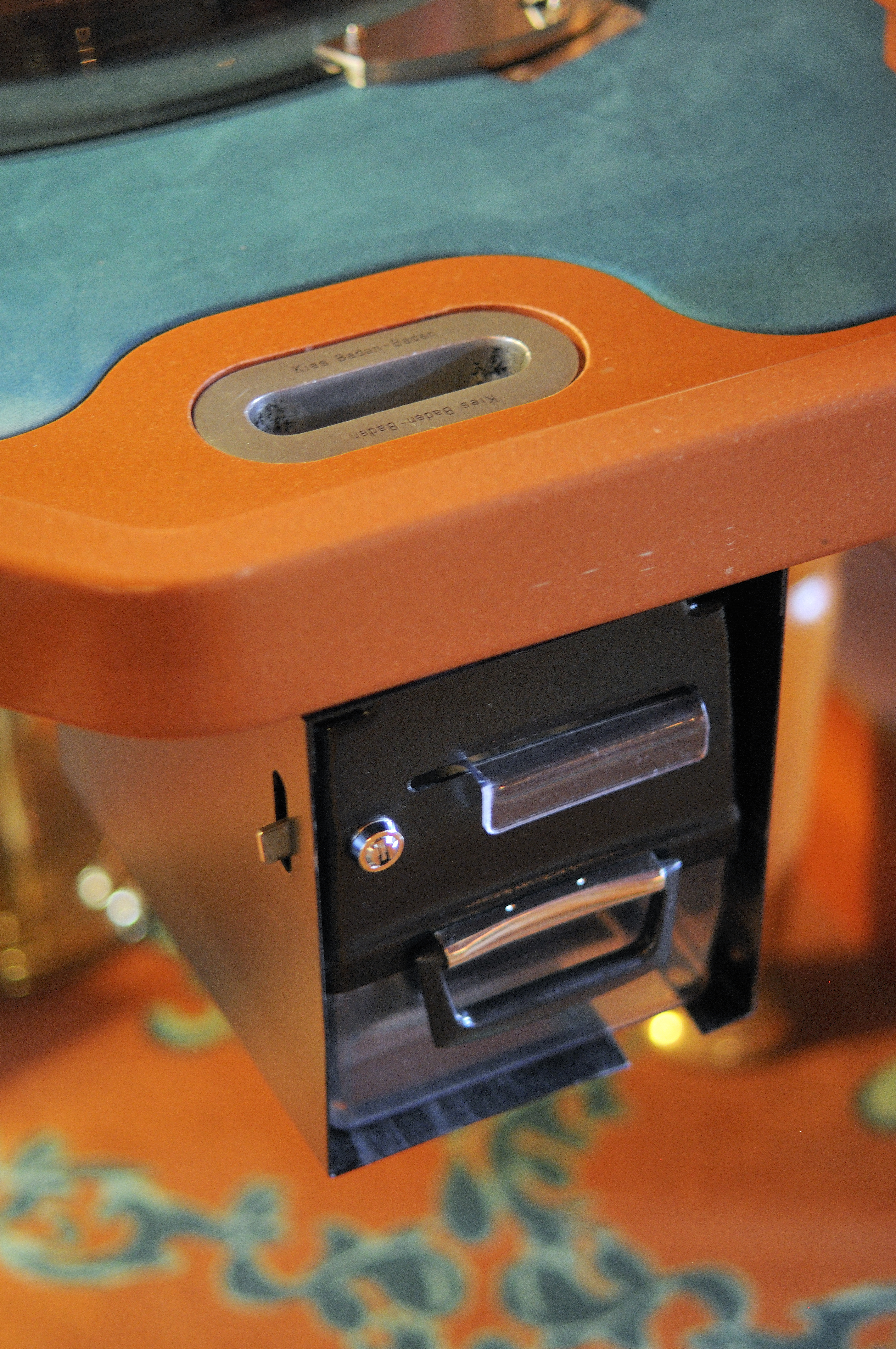
Tronc an einem Roulettetisch der Spielbank Wiesbaden

Der Tronc (französisch: Opferstock) ist die Bezeichnung der Trinkgeldkasse beim Roulette. Der Inhalt des Tronc wird unter den Angestellten der Spielbank neben ihrem vergleichsweise niedrigen Grundgehalt nach einem von Funktion und Dienstalter abhängigen Punktesystem aufgeteilt.

## Historisches
Das organisierte und durch gewerbliche Spielleitungen geregelte Spiel, so wie es bis in die Gegenwart in Spielbanken betrieben wird, gibt es in Deutschland seit Beginn des 19. Jahrhunderts. Schon in den frühen Spielstätten war es Brauch, den ausrichtenden „Spielaufbereitern“ einen geringen Teil der Gewinnsumme zukommen zu lassen. Es mögen seinerzeit nur wenige Prozent des Gewinns gewesen sein, welche die „Hohen Herrschaften“, die es sich leisten konnten, ihr Geld auf die Spieltische zu legen, den Spielmachern zugestanden – für die seinerzeitigen Verhältnisse, aus denen Lakaien (heute Pagen) und Spielaufbereiter (heute Croupiers) stammten, verdienten sie ein Vermögen, denn man pflegte in den damaligen Spielhäusern bereits um enorme Geldbeträge zu spielen, was sich allein aus der Tatsache ableitet, dass die seinerzeitigen Geldstücke, mit denen man spielte (denn Jetons gab es in den Anfängen noch nicht), aus massivem Edelmetall bestanden. Aus dieser Zeit rührt der bis heute erhaltene Satz „Ein Stück für die Angestellten!“ her.
Die von den Bediensteten einbehaltenen Geldstücke gewinnender Gäste verwahrte man zwecks späterer Aufteilung in einem metallenen Behälter, der „Büchse“. So kann sich die ältere Spielergeneration noch heute erinnern, dass sie ihren Wunsch, den Angestellten ein Trinkgeld zu geben, mit der Annonce „Geld für die Büchse!“ kundtat.
Mit Eröffnung des ersten hochherrschaftlichen Spielcasinos der Gebrüder Blanc in dem mondänen Kurort Bad Homburg vor der Höhe schien ein blechernes Kästchen und die Bezeichnung „Büchse“ nicht mehr passend zu sein. Dem luxuriösen Ambiente der ersten Spielbank in heutigem Sinn, arbeitete man abschließbare Behälter in die Spieltische ein und der Franzose Blanc gab diesem scherzhaft den Namen Opferstock. Der Begriff Tronc und die in das Casinomobiliar eingearbeitete Personalkasse unter den Tischflächen haben bis heute die Zeit überdauert, wenn es heute auch keine Edelmetallmünzen mehr sind, mit denen der Tronc gefüllt wird.

## Funktion des Troncs

### Lohnsystem für das Personal
In Deutschland werden die meisten Mitarbeiter fast aller Spielbanken durch ein System entlohnt, das in seiner Art einzigartig ist: Vom Technischen Direktor über die Croupiers bis zum Kassierer werden die Angestellten des Hauses aus dem Tronc bezahlt.
Hierbei ist die französische Bezeichnung richtig, der Begriff „Trinkgeldkasse“ hingegen ist verwirrend – deutet er doch darauf hin, dass die von gewinnenden Gästen überlassenen Prozente ihrer Erträge ein zusätzliches Salär für die Angestellten neben deren Festlohn sind. Dieser Rückschluss ist falsch, da in den meisten deutschen Häusern kein Gehalt bezahlt wird. Die Einnahmen durch den Tronc sind die einzigen Einkünfte des Personals; der Arbeitgeber wird von der Pflicht, die Arbeitnehmer zu vergüten, freigestellt.
Der Spielbetreiber, als Konzessionshalter oft eine Landesbank oder eine Lotteriegesellschaft, ist nur für die Verwaltung der Einnahmen im Tronc und deren Verteilung an die Mitarbeiter zuständig, nicht für die Lohnzahlung. Nur im Fall, dass der Tronc die tariflichen Mindestlöhne nicht mehr decken kann, sind die Spielbanken entsprechend einem gerichtlich erwirkten Urteil nach einem Mitarbeiterstreik bei einer Spielbankkette heute verpflichtet, den Tronc bis in Höhe des Betrags aufzufüllen, der allen Mitarbeitern zumindest die tariflichen Mindestlöhne garantiert. Fällt in den Folgemonaten der Tronc wieder höher als die garantierte Tronc-Summe aus, wird dem Tronc die vorgestreckte Summe wieder entzogen. Eine solche Regelung war nötig geworden, weil Angestellte der betroffenen Spielbank in ungekündigter Stellung Anträge auf Ergänzende Sozialhilfe gestellt hatten; ihr monatlicher Bezug während außersaisonaler Jahreszeiten reichte für die Befriedigung der Grundbedürfnisse nicht aus.
Seiner Rolle, gewissermaßen als „Arbeitgeber“ der Angestellten zu fungieren, ist sich der Gast bei Betreten einer Spielbank nur unterschwellig bewusst. Erst in dem Wissen, dass die ihn Bedienenden maßgeblich auf den Tronc-Inhalt angewiesen sind, muss ihm klar werden, weshalb Casinoangestellte bei jeder Dienstleistung auf einen Obolus warten.

### Steuerliche Bewertung in Deutschland
Bezüglich der Besteuerung von Tronc-Einnahmen war beim Bundesfinanzhof (BFH) ein Verfahren anhängig, zur Frage, ob dieser Arbeitslohn von den Gästen als steuerfreie Trinkgelder anzusehen sind. Die Fragestellung wird auf der Internetseite des BFH wie folgt beschrieben:
„Sind Vergütungen, die ein Kassier im Automatenspielbereich einer von einem Bundesland betriebenen Spielbank anteilmäßig aus dem der Spielbank zustehenden Tronc-Aufkommen erhält, nach § 3 Nr. 51 EStG als ‚Trinkgelder‘ steuerfrei oder steuerpflichtiger Arbeitslohn, weil der Arbeitnehmer gegen seinen Arbeitgeber nach dem Tarifvertrag einen konkret einklagbaren Rechtsanspruch (auch im Krankheitsfall) auf Auszahlung seines Anteils am Trinkgeldaufkommen als variablen Gehaltsbestandteil hat? Fehlt es an der ‚Freiwilligkeit der Zahlung durch einen Dritten anlässlich einer Arbeitsleistung‘, wenn die Besucher der Spielbank ihr Trinkgeld in Gestalt von Jetons in die für diesen Zweck aufgestellten Behälter geben, weil den Arbeitnehmern nach § 11 Abs. 1 des SpBG die Annahme von Trinkgelder und Geschenken strikt untersagt ist und der Arbeitgeber nach dem Gesetz die Einnahmen zur Deckung von Personalkosten verwenden darf?“
Nach der am 18. Dezember 2008 gefallenen Entscheidung müssen nun auf Zuwendungen von Spielern Steuern gezahlt werden. Gründe seien, dass es sich nicht um Trinkgeld handeln kann, da Croupiers keine solchen entgegennehmen dürfen und dass der Tronc vom Arbeitgeber ausgezahlt wird.